# Caracal (súng ngắn)
Súng ngắn Caracal là loại súng ngắn bán tự động được phát triển và chế tạo bởi công ty Caracal International L.L.C tại Các Tiểu vương quốc Ả Rập Thống nhất. Súng được giới thiệu lần đầu tiên năm 2007, đây là loại súng ngắn bán tự động đầu tiên được phát triển và chế tạo tại Các Tiểu vương quốc Ả Rập Thống nhất. Để chứng minh độ tin cậy của súng, Caracal đã được gửi đến thử nghiệm theo chuẩn NATO tại Đức trong cả trong quân đội và cảnh sát, nó đã vượt qua được các thử nghiệm. Súng hiện đã được sử dụng trong lực lượng quân đội và cảnh sát của một số nước Trung Đông, ngoài ra nó còn được dùng để xuất khẩu sang các thị trường khác.

## Thiết kế
Caracal sử dụng cơ chế nạp đạn bằng độ giật lùi nòng ngắn với cơ chế khóa sau nòng kiểu nòng xiên chống vào khe trong thân súng. Khi bắn nòng sẽ hấp thu lực giật lùi về phía sau và kéo khối trượt theo với các gờ bám nối hai phần với nhau. Nhưng sau một đoạn ngắn nòng sẽ đi vào một đường cắt khiến nó không còn lùi theo đường thẳng nữa mà đi xiên chếch xuống dưới, việc này làm các gờ móc nối giữa nòng và khối trược được tách ra và hai bộ phận đi theo hai hướng khác nhau, nòng sẽ chống vào một gờ cản khóa không cho nó di chuyển tiếp khi đi xiên xuống trong khi khối lùi sẽ tiếp tục chu kỳ nạp đạn của mình. Và khi khối lùi tiến về phía trước để trở về chỗ cũ thì nó sẽ đè nòng thẳng lại và các gờ móc nối lại được gắn với nhau và toàn bộ khối trở về chỗ cũ chuẩn bị bắn viên tiếp theo. Thiết kế này làm chiều phản lực mà súng tạo ra tác động đến tay xạ thủ ở vị trí thấp giúp cho súng bớt bị giật lên trên để tăng độ chính xác.
Hệ thống điểm hỏa của súng là hoạt động kép luôn ở chế độ nửa lên cò để việc bóp cò súng được nhẹ hơn. Súng không có nút khóa an toàn nhưng có cơ chế tự động khóa cò súng và kim điểm hỏa. Khung súng được làm bằng bằng nhựa chịu lực. Nòng và khối trượt được làm bằng thép cacbon. Hộp đạn của súng tiêu chuẩn chứa 18 viên với hai hàng đạn.
Hệ thống nhắm cơ bản của súng là điểm ruồi nhưng có thanh răng bên dưới phần nhô ra của nòng để gắn các hệ thống hỗ trợ tác chiến cần thiết như hệ thống nhắm laser, đèn pin... Ngoài ra còn một số hệ thống hỗ trợ được thiết kế riêng để gắn vào súng như hệ thống nhắm điểm đỏ, báng súng...

## Biến thể
Súng có ba mẫu chính:
- Caracal F: Mẫu cơ bản.
- Caracal C: Mẫu nhỏ hơn.
- Caracal SC: Mẫu nhỏ hơn nữa.

## Các nước sử dụng
- Các Tiểu vương quốc Ả Rập Thống nhất
- Abu Dhabi
- Bahrain
- Dubai
- Jordan